# Pokus
Pokus ili eksperiment (lat. experimentum) jedna je od osnovnih metoda znanstvene spoznaje. To je postupak kojim se iskušava neka pretpostavka, provjerava teorija ili izaziva neka pojava radi zapažanja, istraživanja i tumačenja.

## Opis
Pokus je kvalitativan ako se izvodi bez mjerenja; ako se izvodi mjerenjem, eksperiment je kvantitativan. Eksperimentalna metoda, tj. primjena eksperimenta kao sredstva za otkrivanje pravilnosti u pojavama, počela se svjesno i opsežno primjenjivati tek u početku novoga vijeka, najprije u mehanici (Galileo Galilei). S područja fizikalnih procesa ona je postupno prenesena i na biološke pojave, a od druge polovice 19. stoljeća (W. Wundt) uspješno se primjenjuje i u psihologiji.
Za razliku od pukog neometanog promatranja, u pokusu se mijenjaju utjecajne varijable. Pokusi se izvode u brojnim znanostima, uključujući inženjering, medicinu, psihologiju i sociologiju.

## Vanjske poveznice

### Sestrinski projekti
|  | Zajednički poslužitelj ima još gradiva o temi pokusi |

### Mrežna mjesta
- LZMK / Proleksis enciklopedija: eksperiment ili pokus